# Traição (filme)
Traição é um filme brasileiro de 1998, do gênero drama, dirigido por Arthur Fontes, José Henrique Fonseca e Cláudio Torres, com roteiro baseado nas crônicas de Nélson Rodrigues.

## Elenco
- Alexandre Borges como marido
- Pedro Cardoso como Mário
- Francisco Cuoco como Argemiro Santos
- Daniel Dantas como Geraldo
- Ludmila Dayer como Alice
- Jorge Dória como Reinaldo
- José Henrique Fonseca como amante
- Dandara Guerra como Bianca
- Fernanda Montenegro como mulher no bar
- Drica Moraes como esposa
- Tonico Pereira como Jordão
- Fernanda Torres como Irene